# Aurangabad (Sitapur)
Aurangabad és una vila del districte de Sitapur, a l'estat d'Uttar Pradesh. Està situada a uns 20 km al sud de Sitapur i fou la residència del talukdar Mirza Muhammad Ali Beg, descendent de Bahadur Beg que va rebre la pargana (comarca) com un jagir de mans de l'emperador Aurangzeb al segle xvii i va donar a la vila el nom en honor de l'emperador. La seva població el 1881 era de 3.631 habitants.